# 프랑스 2월 혁명
프랑스 2월 혁명(French Revolution of 1848, February Revolution)은 1848년 혁명의 한 흐름으로 프랑스에서 1848년 2월 22일에서 24일에 걸쳐 일어난 사건이다. 의회 내 반대파가 일으켰으며, 이 사건으로 루이 필리프의 7월 왕정이 해산된 후 프랑스 제2공화국이 성립되었고 루이 나폴레옹이 대통령으로 선출되었다.
1830년 7월 혁명으로 시작된 7월 왕정은 2백 프랑 이상의 직접세를 내는 부자들에게만 투표권을 주어 일부 자본가들이 의회 의석을 독점하였고, 이런 불공정한 선거법에 대한 개정 요구가 있었으나 의회에서 부결되자, 중소 산업 시민과 노동자, 사회주의자들이 혁명을 일으키고 왕정을 붕괴시켜 버렸다.

## 혁명
1830년 7월 혁명이 일어나면서 샤를 10세가 퇴위하고 루이 필리프 1세가 입헌 군주로서 즉위하였지만, 입헌 군주정은 소수 부유한 지주층이 권력을 잡은 체제였다. 프랑스의 산업 혁명으로 성장한 신흥 부르주아지는 선거법의 개혁을 요구하고 민주적 입헌정과 공화정을 갈망했다. 한편 근대공업의 성립과 함께 노동자 계급이 성장, 그 비참한 노동조건에 대한 불만을 반영하여 사회주의 사상도 점차로 커다란 영향력을 가지기 시작했다.
1847년에 성립된 기조 내각이 선거법 개정안을 부결했기 때문에 개혁파는 ‘개혁연회(改革宴會)’를 개최하여 전국적인 개혁운동을 전개했다. 1847년 불황은 프랑스 경제에 심각한 타격을 주었다. 이미 1846년의 소맥 흉작은 농민 폭동을 일으켰는데, 도시의 식량 부족과 물가 오름은 생활을 압박하고, 중소기업 도산으로 실업 증대도 겹쳐 사회 불안을 증대시켰다. 이러한 경제 공황에 대해서도 정부는 아무런 타개책도 강구하지 못했고, 사태는 절망적이었다. 1848년 2월 22일 파리에서의 전국 개혁연회에 대한 금지령은 혁명의 도화선이 되었다. 이튿날 기조 내각이 사임하였으나 민중의 폭동은 가라앉지 않고 격렬한 시가전으로 확대되었다. 24일 왕이 퇴위하였다.

## 결과

### 임시정부 수립
2월 혁명 결과 루이 필리프가 영국으로 망명하자 프랑스에는 임시정부가 구성되었다. 임시정부에서는 공화주의파와 루이 블랑 등의 사회주의파가 대립했으며 무산자들에게 일자리를 제공하기 위해 국립작업장(Atelier nationaux)이라는 조직이 생겨났다. 1848년 4월 말 제헌의회를 구성하는 선거를 실시했는데, 이때 급진적 사회주의자들이 모두 낙선했다. 1848년 6월, 정부가 국립작업장을 폐쇄하자 많은 노동자들이 바스티유광장에 모여 시위를 벌였고 정부는 카베냐크(Cavaignac) 장군을 보내 시위를 무참히 진압했다. 그동안에 은행가·대지주·산업자본가들이 힘을 되찾아 질서당을 결성, 온건한 헌법을 의회에서 승인하게 했다. 앞선 혁명으로 부유층은 떠났어도 다시 기득권 논쟁이 발생한 것이다.

### 루이 나폴레옹의 등장
프랑스 사회는 다시 혼란에 빠졌고 사람들은 강력한 힘으로 프랑스를 이끌던 나폴레옹에 향수를 느꼈으며 그 결과, 남성 보통 선거의 도입으로 농민들이 선거권을 가지게 된 대통령 선거에서 나폴레옹 1세의 조카인 루이 나폴레옹보나파르트가 승리하였고 제2공화정이 성립되었다. 농민들은 나폴레옹 1세의 영광을 조카인 루이 나폴레옹 보나파르트가 다시 재현해줄 것이라 생각했던 것이다. 그러나 그는 재임중에 친위 쿠데타를 일으켜 권력을 장악하고 제 2제정시대를 열었으며 나폴레옹 3세로 즉위했다.

## 영향
2월 혁명은 7월 혁명보다 유럽 사회의 묵은 풍속, 관습, 조직, 방법을 완벽히 바꾸어 새롭게 하는 변화를 몰고 왔다. 오스트리아와 독일에서는 3월 혁명이 일어나 메테르니히가 쫓겨나고 빈 체제가 무너졌다. 이탈리아와 독일에서는 통일 운동이 일어나 독일 연방이 만들어졌고 독일 자유주의자들은 프랑크푸르트에 모여 통일을 논의하였다. 이탈리아에서는 마치니의 청년 이탈리아당이 등장하였다.

## 같이 보기
- 시민 혁명

## 참고 문헌
- 이 문서에는 다음커뮤니케이션(현 카카오)에서 GFDL 또는 CC-SA 라이선스로 배포한 글로벌 세계대백과사전의 내용을 기초로 작성된 글이 포함되어 있습니다.
- 이충환 (2013). 《저널리즘에서 사실성》. 커뮤니케이션북스. ISBN 9791-1-3040-0327.